# Typ PF(B)
Die Standardschiffe des Typ PF(B) zählen zur Gruppe der Empire-Schiffe. Sie wurden während des Zweiten Weltkriegs auf britischen Werften gebaut.

## Einzelheiten
Vor dem Hintergrund des anfangs erfolgreichen deutschen U-Boot-Krieges des Zweiten Weltkriegs kam es auf britischer Seite zu einer Verknappung von Frachtraum. Die britische Regierung ließ den Bau von Schiffen in der Werftindustrie des Vereinigten Königreichs bald nach Kriegsbeginn auf den Bau von Standardschiffen umstellen. Die ersten in Serie gebauten Stückgutschiffe waren die Typen „X“ und „Y“. Nachdem der Typ „Y“ im Zuge der British Merchant Shipbuilding Mission 1940 als Basis zur Entwicklung des Ocean-Typs gedient hatte, entstanden noch im selben Jahr Pläne des ersten Nachfolgetyps Typ PF(A), der anders als seinerzeit üblich, aus vorbereiteten Sektionen entstehen sollte (das PF steht für pre fabricated). Im Zuge der Niederlage Frankreichs wurden jedoch einige Werften, die diesen Typ hätten bauen sollen, anderweitig beansprucht. Darüber hinaus stellte sich der Transport der angedachten schweren Sektionen als Problem für die kleineren Werften heraus, was zu einer nochmaligen Überarbeitung der Pläne und dem Entwurf des Typ PF(B) führte.
Der Entwurf des TY PF(B) fußte auf der konsequenten Vereinfachung des Typ „Y“, der auf die seinerzeit üblichen britischen Trampschiffen mit einer Tragfähigkeit von rund 10.000 Tonnen zurückging. So hatte beispielsweise der Rumpf des PF(B) keinen Sprung mehr, sondern nur noch einen Knick im Vorschiffs- und Achterschiffsbereich. Die Aufbauten  der Schiffe waren mittschiffs angeordnet und in der Mitte durch einen Laderaum geteilt. Die Brückenaufbauten lagen vor der Luke, der Maschinenraum dahinter. Die Schiffe wurden mit einer Dreizylinder-Dampfmaschine als Antriebsanlage ausgerüstet.
Aus dem Typ PF(B) wurden später die Typen PF(C) und PF(D) entwickelt.